# 人面樹

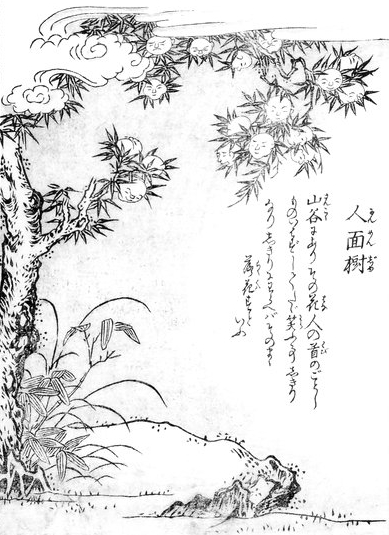
《今昔百鬼拾遺》載的「人面樹」

人面樹（日语：人面樹），日本与中国的妖怪。顧名思義，人面樹即樹幹上有人臉的樹。浮世繪畫家鳥山石燕的《今昔百鬼拾遺》和江戶時代百科全書《和漢三才圖會》都有記載這種神話樹木。